# アゲイン〜ラヴ・ソングをもう一度〜
『アゲイン〜ラヴ・ソングをもう一度〜』（ - もういちど）は、1999年11月29日から2000年1月28日に、TBS系列の「ドラマ30」枠で放送された昼のテレビドラマ。CBC制作。放送時間は月曜から金曜の13:00-14:00（JST）。全38回。
主人公の石田じゅんが、離婚早々に叔父の経営する芸能プロダクションでマネージャーとなり、奮闘する姿を描く。

## キャスト
- 石田じゅん：川上麻衣子
- 東条梨花：青田典子
- 安西五郎：南條豊
- 高梨：渡部遼介
- 岩代：松橋登
- 下沢：近藤康成
- 桐本琢也
- 大森南朋
- 辰郎：睦五朗
- つぐみ：米丘ゆり
- 里中：伊沢勉
- 吉野：下條アトム
- 石田由美子：松原智恵子

## スタッフ
- 脚本：塩田千種、星川泰子
- 演出：堀場正仁、小森耕太郎、西村信
- 音楽：大場吉信
- プロデューサー：山本恵三、富永晃一

## 主題歌
- 山口由子「Again」(作詞･作曲:山口由子/編曲:亀田誠治)